# Dean Devlin
Dean Devlin (Nueva York, 27 de agosto de 1962) es un guionista, productor, director televisivo y ex-actor estadounidense. Es el fundador de la productora Electric Entertainment.

## Vida personal
Devlin es hijo de la actriz filipina Pilar Seurat y del escritor y productor Don Devlin. Está casado con la actriz Lisa Brenner y tienen dos hijas.[cita requerida]

## Carrera

### Cine
Devlin participó como actor en bastantes series de televisión en los 80. También ha aparecido en varias películas, como My Bodyguard, The Wild Life, Real Genius y Martians Go Home. Debido a su aspecto juvenil, interpretaba a adolescentes a pesar tener más de 20 años.
Devlin empezó a escribir guiones gradualmente. Su primer guion fue para Soldado Universal. Alcanzó relevancia como productor y guionista trabajando junto al director Roland Emmerich, con quien formó equipo después de aparecer en su película Moon 44. Juntos han escrito y producido Stargate, la primera película que tuvo una página web. También produjeron Independence Day y Godzilla. Se separa de Emmerich en el 2000 para la película de Mel Gibson El Patriota, pero se vuelven a juntar de nuevo para filmar Independence Day: Resurgence en 2015. Devlin también produjo Cellular, Who Killed the Electric Car? y Flyboys.
Hizo su debut en la dirección con la película de ciencia ficción y acción Geostorm para Warner Bros. El estreno estaba previsto para marzo de 2016, pero se aplazó hasta octubre de 2017. Protagonizada por Gerard Butler, Jim Sturgess, Abbie de Cornish, Ed Harris y Andy García, la película tuvo una recaudación de 221 600 160 dólares y partía con 120 millones de presupuesto.
En 2013, Devlin anuncia el desarrollo de la película policiaca Bad Smaritan.

### Televisión
Devlin produjo la miniserie de The Triangle y Leverage, de la cual dirigió doce episodios. Ha sido también productor en The Librarians y cocreó la serie The Visitor.

### Videojuegos
Devlin fue asesor en la compañía de videojuegos ZeniMax Media de 1999 a 2004.

## Filmografía
| Año  | Título                           | Director | Productor | Escritor | Actor | Notas                                  |
| ---- | -------------------------------- | -------- | --------- | -------- | ----- | -------------------------------------- |
| 1984 | The Wild Life (película de 1984) | No       | No        | No       | Sí    | Como empleado de licorería             |
| 1984 | City Limits (película de 1985)   | No       | No        | No       | Sí    | Como Ernie                             |
| 1985 | Genio real                       | No       | No        | No       | Sí    | Como Milton                            |
| 1989 | Martians va a casa               | No       | No        | No       | Sí    | Como Joe Fledermaus                    |
| 1990 | Luna 44                          | No       | No        | No       | Sí    | Como Tyler                             |
| 1991 | Total Exposure                   | No       | No        | No       | Sí    | Como director de librería para adultos |
| 1992 | Soldado universal                | No       | No        | Sí       | No    |                                        |
| 1994 | Stargate                         | No       | Sí        | Sí       | No    |                                        |
| 1996 | Día de la Independencia          | No       | Sí        | Sí       | No    |                                        |
| 1998 | Godzilla                         | No       | Sí        | Sí       | No    |                                        |
| 2000 | El patriota                      | No       | Sí        | No       | No    |                                        |
| 2002 | Ocho Legged Freaks               | No       | Sí        | No       | No    |                                        |
| 2004 | Celular                          | No       | Sí        | No       | No    |                                        |
| 2006 | Flyboys                          | No       | Sí        | No       | No    |                                        |
| 2016 | Independence Day: Resurgence     | No       | Sí        | Sí       | No    |                                        |
| 2017 | Geostorm                         | Sí       | Sí        | Sí       | No    | Debut en la dirección                  |
| 2018 | Bad Samaritan                    | Sí       | Sí        | No       | No    |                                        |

## Premios y nominaciones
| Academia de Ciencia Ficción, Fantasía y Películas de terror | Academia de Ciencia Ficción, Fantasía y Películas de terror | Academia de Ciencia Ficción, Fantasía y Películas de terror     | Academia de Ciencia Ficción, Fantasía y Películas de terror | Academia de Ciencia Ficción, Fantasía y Películas de terror | Academia de Ciencia Ficción, Fantasía y Películas de terror |
| Año                                                         | Trabajo nominado                                            | Categoría                                                       | Resultado                                                   |                                                             |                                                             |
| ----------------------------------------------------------- | ----------------------------------------------------------- | --------------------------------------------------------------- | ----------------------------------------------------------- | ----------------------------------------------------------- | ----------------------------------------------------------- |
| 1996                                                        | Día de la Independencia                                     | Mejor guionista                                                 | Nominado                                                    |                                                             |                                                             |
| 1998                                                        |                                                             | Saturn en memoria de George Pal                                 | Ganador                                                     |                                                             |                                                             |
| Premios de Golden Raspberry                                 |                                                             |                                                                 |                                                             |                                                             |                                                             |
| 1996                                                        | Día de la Independencia                                     | Película Escrita peor Grossing Sobre $100 Millones              | Nominado                                                    |                                                             |                                                             |
| 1998                                                        | Godzilla                                                    | Razzie a la peor película                                       | Nominado                                                    |                                                             |                                                             |
| 1998                                                        | Godzilla                                                    | Peor guion                                                      | Nominado                                                    |                                                             |                                                             |
| 2016                                                        | Independence Day: Resurgence                                | Peor guion                                                      | Nominado                                                    |                                                             |                                                             |
| Premios Hugo                                                |                                                             |                                                                 |                                                             |                                                             |                                                             |
| 1994                                                        | Stargate                                                    | Hugo a la mejor representación dramática                        | Nominado                                                    |                                                             |                                                             |
| 1996                                                        | Independence Day                                            | Hugo a la mejor representación dramática                        | Nominado                                                    |                                                             |                                                             |
| Online Film & Television Association                        |                                                             |                                                                 |                                                             |                                                             |                                                             |
| 1996                                                        | Día de la Independencia                                     | Mejor película de terror, ciencia ficción o fantasía            | Nominado                                                    |                                                             |                                                             |
| Sci-Fi Universe Magazine                                    |                                                             |                                                                 |                                                             |                                                             |                                                             |
| 1996                                                        | Día de independencia                                        | Hugo a la mejor representación dramática                        | Ganador                                                     |                                                             |                                                             |
| Stinkers Bad Movie Awards                                   |                                                             |                                                                 |                                                             |                                                             |                                                             |
| 1998                                                        | Godzilla                                                    | Peor guion para una película de más de 100 millones de dólares. | Ganador                                                     |                                                             |                                                             |